# Mastira nitida
Mastira nitida är en spindelart som först beskrevs av Tord Tamerlan Teodor Thorell 1877.  Mastira nitida ingår i släktet Mastira och familjen krabbspindlar. Inga underarter finns listade i Catalogue of Life.